# Pales inconspicua
Pales inconspicua là một loài ruồi trong họ Tachinidae.